# Cynthia Corla
Cynthia Corla Pricillia, ismertebb nevén Bunda Corla (?, 1974. július 4. –) indonéz internetes híresség, énekesnő és színésznő.

## Filmográfia

### Televíziós műsor
| Év   | Cím                         | Szerep         | Megjegyzések |
| ---- | --------------------------- | -------------- | ------------ |
| 2023 | Ramadan Itu Berkah          | Vendégsztár    |              |
| 2023 | Lapor Pak!                  | Vendégsztár    |              |
| 2023 | Miss Mega Bintang Indonesia | Társbíró       |              |
| 2023 | D'Koplo                     | Társbíró       | 1. évad      |
| 2025 | Catatan Demokrasi           | Forrás személy |              |

## Díjak és jelölések
AMI-díjak a legjobb férfi/női elektro-dangdut szólóelőadónak/csoportnak/együttműködésnek.
| Év   | Díjak                    | Kategória                                                         | Jelölés                           | Eredmények |
| ---- | ------------------------ | ----------------------------------------------------------------- | --------------------------------- | ---------- |
| 2023 | Anugerah Musik Indonesia | Legjobb Dangdut Electro férfi/női szólóelőadó/csoport/együttműsor | "No Comment" (együtt Tuty Wibowo) | Elnyerte   |
| 2023 | Dahsyatnya Awards        | Si Paling Viral Terdahsyat                                        | Cynthia Corla Pricillia           | Jelölve    |